# Dostonbek Xamdamov
Dostonbek Xurshid oʻgʻli Xamdamov (ur. 24 lipca 1996 w Bekobodzie) – uzbecki piłkarz występujący na pozycji pomocnika lub napastnika w drużynie Paxtakoru Taszkent.
Został wybrany najlepszym młodym piłkarzem z Azji roku 2015.

## Kariera klubowa
Xamdamov od 2014 występował w pierwszej drużynie Bunyodkoru Taszkent. Po sezonie 2017 przeniósł się do rosyjskiej drużyny Anży Machaczkała. Nie zdołał się tam przebić do pierwszego składu, więc w styczniu 2019 wrócił do Uzbekistanu, by grać dla Paxtakoru Taszkent.

## Kariera reprezentacyjna
Xamdamov zadebiutował w reprezentacji Uzbekistanu 7 czerwca 2016 w przegranym 2:1 spotkaniu z reprezentacją Kanady. Znalazł się w kadrze Uzbekistanu na Puchar Azji 2019 - rozegrał podczas tego turnieju 4 spotkania.
Stan na 3 lutego 2019
| Reprezentacja | Rok     | Mecze | Bramki |
| ------------- | ------- | ----- | ------ |
| Uzbekistan    | 2016    | 2     | 0      |
| Uzbekistan    | 2017    | 1     | 0      |
| Uzbekistan    | 2018    | 4     | 0      |
| Uzbekistan    | 2019    | 4     | 0      |
| Ogólnie       | Ogólnie | 11    | 0      |